# Friedrich Epp (Maler)

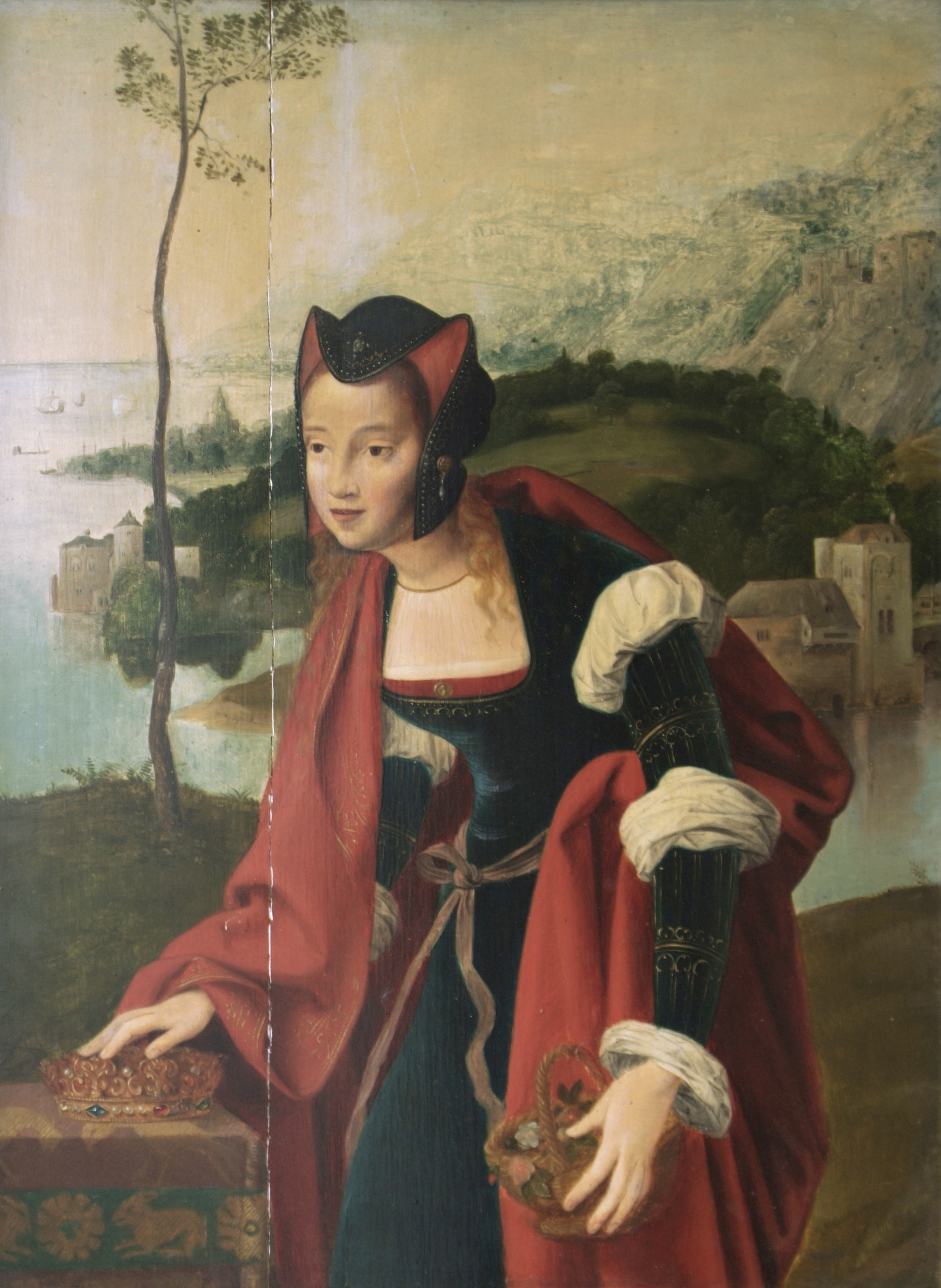
Friedrich Epp, Heilige Elisabeth, Öl auf Holz, 1811

Franz Friedrich Epp (* um 1786; † 16. Januar 1813 in Mannheim) war ein deutscher Maler, Restaurator und Kopist. Seine Arbeiten wurden insbesondere vom Kreis der Heidelberger Romantik geschätzt.

## Leben
Friedrich Epp wurde in den 80er Jahren des 18. Jahrhunderts mutmaßlich in Mannheim, als Sohn des dortigen Hofschauspielers Friedrich Epp (1747–1802) und dessen Ehefrau Philippine geboren. Seine Schwester Wilhelmine heiratete 1809 in Nürnberg den Musiker Carl Guhr. Sein am Vortag des eigenen Todes errichtetes Testament erwähnt eine Ehefrau Anna Maria als Erbin. In diesem Testament wird er als Kunstmaler bezeichnet, wohingegen über seine Ausbildung bisher kaum Quellen bekannt sind. Seine kurze berufliche Biografie scheint sich hauptsächlich in Heidelberg abgespielt zu haben. Sein Freund und Kollege Christian Koester schreibt nach Epps Tod an Sulpiz Boisserée: 

„Er sah eure Bilder erstmals 1810. Von dieser Stunde an drängte sich alles zu Euch hin. Da bestimmte er sich allmählig zum Erhalter und Vervielfältiger altdeutscher Kunst u. verabschiedete nicht ohne Rührung, wie ich glauben muß, die frühern Pläne von so manch’ gros u. schön ausgedachtem Bild, meist religiösen Gegenstands, deren mündliche Beschreibung er wärmern Augenblicken gern in der Brust eines auserwählten Freundes ergiesen mogte.“

Friedrich Epp starb in der Nacht vom 15. auf den 16. Januar 1813 in Mannheim mit etwa 27 Jahren. Es ist Sulpiz Boisserée, der wiederum 1815 Johann Wolfgang von Goethe schreibt:

„Dabei wäre dann unseres verstorbenen Freundes Epp zu erwähnen, der sich durch seine, Ihnen größtenteils bekannten trefflichen Kopien, die Christina, den Kopf der sterbenden Maria, die Veronica, die Maria aus der Verkündigung von Eyck, des großen Bildnisses von Dürer in Nürnberg u.s.w., andererseits auch durch die gelungensten Nachbildungen nach Raphael, Leonardo und Francia bestens zu dieser Unternehmung vorbereitet hatte. Köster trat bei uns an Epps Stelle, dieser besorgte vorher unsere Restaurationen und durch ihn wurden wir erst mit seiner Unterscheidung der Farben, Vorkehrungen rücksichtlich der Reinlichkeit u.s.w. bekannt, welche bei einer völlig gewissenhaften Restauration zu beachten sind. Er war zugleich Porträtmaler und glücklicher als Köster, doch erst gegen Ende; früher malte er fast ebenso hart und steif, nur zeichnete er immer besser.“

Dem Urteil Boisserées nach, war Epp seinem beruflichen Nachfolger Koester im Talent überlegen. Offenbar hielten sich Koester und Epp zeitgleich im ersten Jahrzehnt des 19. Jahrhunderts in München auf und durchliefen dort dieselben Phasen der Ausbildung.

## Werk
Das Schaffen von Friedrich Epp ist eng mit der Kunstsammlung der Brüder Sulpiz und Melchior Boisserée verknüpft, die sich seit 1810 in Heidelberg befand. Bettina und Achim von Arnim förderten den jungen Künstler mit mindestens zwei Aufträgen. 

### Dürers Selbstbildnis im Pelzrock
Bettina Brentano ließ Epp 1808 das Selbstbildnis im Pelzrock von Albrecht Dürer kopieren, welches sich seit 1805 in München befand. Ihren Plan, es Goethe für Ausstellungszwecke zu überlassen, ließ sie allerdings fallen. 

„Ich wollte es eigentlich an Göthe schicken für die nächste Ausstellung, damit einem jungen Talent, welches sich erst seit drei Jahren übt, doch etwas Gerechtigkeit widerfahren möge; der Mensch ist so außerordentlich arm, daß es eigentlich schimpflich ist. Jetzt fürchte ich aber, es gefällt dem Göthe zu gut und er schickt es mir so bald nicht wieder.“

Dennoch befindet sich das Bild als Nachlass von Herman Grimm seit 1901 in Goethes Wohnhaus in Weimar.

### Heilige Elisabeth

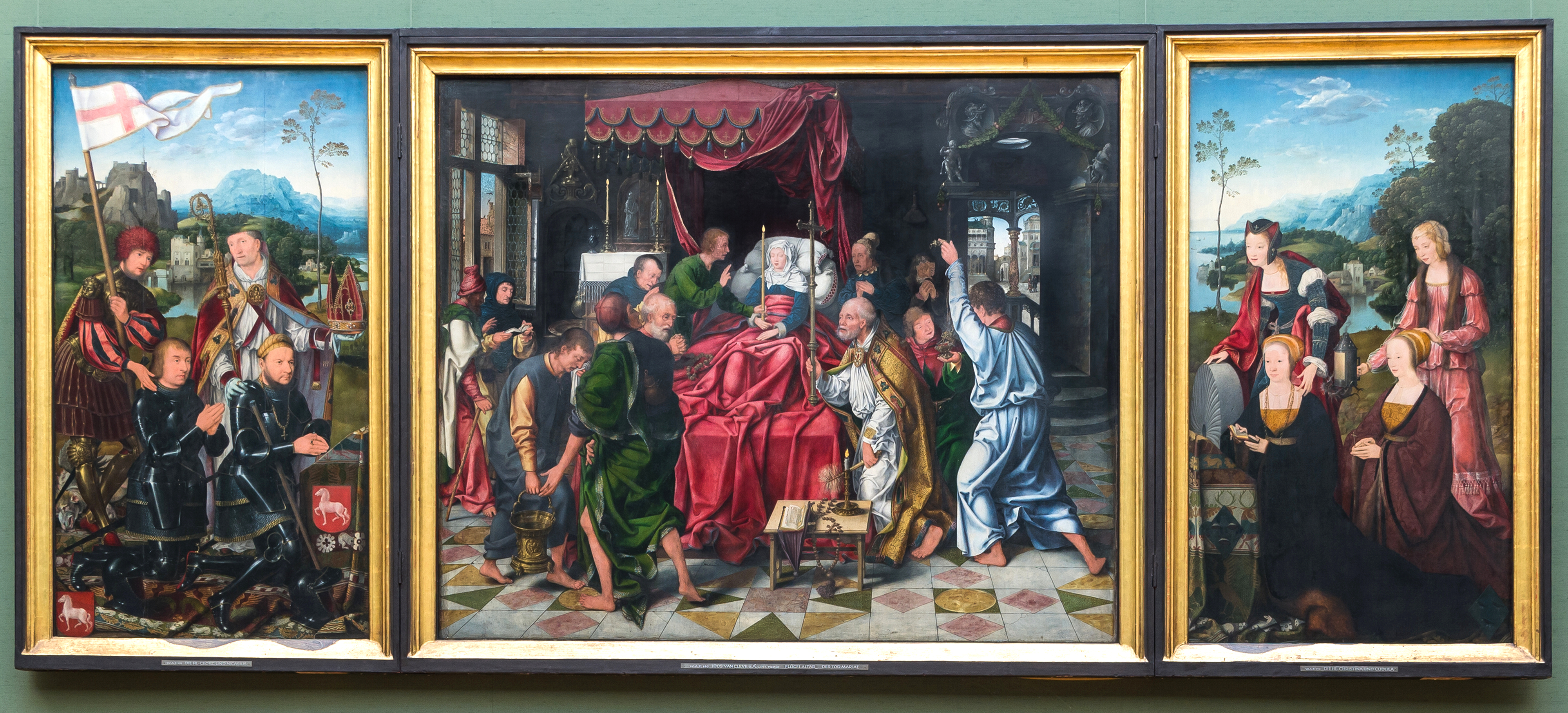
Die Darstellung der Heiligen Christina auf dem rechten Altarflügel diente als Vorlage

1811 ließ Achim von Arnim seiner Frau als Geschenk zum Namenstag von Epp ein Gemälde anfertigen. Die Wahl fiel auf einen Ausschnitt eines Seitenflügels von Joos van Cleves Altar aus der Kölner Kirche St. Maria im Kapitol, welcher sich zu dieser Zeit in der Heidelberger Sammlung der Boisserées befand. Die Vorlage zeigt eine Heilige Christina mit einem Mühlstein, dem Zeichen ihres Martyriums. Arnim ließ in der Kopie die Figur isolieren und statt eines Mühlsteins einen Rosenkorb und eine Krone darstellen. So wandelte sich durch die veränderten Attribute die Dargestellte zu einer Heiligen Elisabeth, entsprechend der Namenspatronin der Beschenkten. Das Bild wurde von Epp in Öl auf Holz ausgeführt. Von den Fortschritten der Entstehung berichtete Arnim in verschiedenen Briefen an unter anderem Clemens Brentano und Carl von Savigny. Durch Arnims Wünsche und Epps entsprechende Ausführung wurde aus einem Gruppenbildnis ein Einzelporträt erschaffen. Die Veränderung der Komposition entspricht Arnims Vorstellung von der Erneuerung des Alten durch innere Anteilnahme, wie er es auch für die Poesie und somit sein eigenes Werk beansprucht. Das Bild befand sich bis 2006 in Familienbesitz und wurde von einem gemeinnützigen Verein angekauft.

### Weitere Werke
Eine Porträtminiatur soll sich im Besitz des Mannheimer Altertumsvereins befinden. Dies wäre die einzige bisher bekannte eigenständige Motivschöpfung Epps.